# Vaccinium moupinense
Vaccinium moupinense là một loài thực vật có hoa trong họ Thạch nam. Loài này được Franch. miêu tả khoa học đầu tiên năm 1888.